# Ruti Aga
Ruti Aga (16 januari 1994) is een Ethiopische atlete, die gespecialiseerd is in de lange afstand. Zij won de halve marathon van Lissabon en stond op het podium bij een aantal grote marathons. Ze behoort tot de zes snelste vrouwen aller tijden op de marathon (peildatum oktober 2018).

## Titels
- Afrikaans jeugdkampioene 5000 m - 2013

## Persoonlijke records
Baan
| Onderdeel | Prestatie | Datum        | Plaats   |
| --------- | --------- | ------------ | -------- |
| 3000 m    | 8.56,73   | 12 juni 2013 | Nijmegen |
| 5000 m    | 15.13,48  | 18 mei 2013  | Shanghai |
| 10.000 m  | 33.38,4   | 30 juni 2013 | Assela   |

Weg
| Onderdeel      | Prestatie | Datum             | Plaats  |
| -------------- | --------- | ----------------- | ------- |
| 10 km          | 31.35     | 2 september 2012  | Tilburg |
| 15 km          | 47.44     | 17 januari 2016   | Houston |
| 20 km          | 1:04.36   | 17 januari 2016   | Houston |
| halve marathon | 1:08.07   | 17 januari 2016   | Houston |
| 25 km          | 1:22.26   | 24 september 2017 | Berlijn |
| 30 km          | 1:38.58   | 24 september 2017 | Berlijn |
| marathon       | 2:18.09   | 7 januari 2024    | Dubai   |

## Palmares

### 3000 m
- 2013:  Global Athletics in Nijmegen - 8.56,73

### 5000 m
- 2012:  WK U20 - 15.32,95
- 2012:  Meeting voor Mon in Kessel-Lo - 15.21,36
- 2013:  Afrikaans jeugdkamp. in Bambous - 16.00,98

### 10.000 m
- 2013:  Ethiopisch kamp. in Assela - 33.38,39

### 5 km
- 2014: 5e Tout Rennes Court - 15.46

### 10 km
- 2012: 5e Tilburg Ten Miles - 31.35
- 2012: 4e Great Ethiopian Run - 33.41
- 2012:  Corrida Pedestre Internationale de Houilles - 31.50
- 2013: 5e Corrida de São Silvestre in Luanda - 33.13
- 2014:  Lowertown Brewery Ottawa - 32.20,6
- 2015:  Ooredoo Doha - 33.26
- 2015:  Cooper River Bridge Run in Charleston - 32.28
- 2015:  Hy-Vee Road Races in Des Moines - 32.23

### 15 km
- 2015:  Utica Boilermaker - 50.10
- 2015:  Vodafone Istanbul - 49.45

### halve marathon
- 2016: 4e halve marathon van Houston - 1:08.07
- 2016:  halve marathon van Lissabon - 1:09.16
- 2018:  halve marathon van Houston - 1:06.39

### marathon
- 2016:  marathon van Wenen - 2:25.27
- 2016:  marathon van Berlijn - 2:24.41
- 2017: 10e Boston Marathon - 2:33.26
- 2017:  marathon van Berlijn - 2:20.41
- 2018:  marathon van Berlijn - 2:18.34
- 2020: 7e Marathon van Valencia - 2:20.05
- 2022: 4e Chicago Marathon - 2:21.41
- 2024:  Dubai Marathon - 2:18.09
- 2024:  Marathon van Daegu - 2:21.08

### veldlopen
- 2013: 5e WK U20 in Bydgoszcz - 18.18
- 2014: 7e Afrikaanse kamp. in Kampala - 26.32,3